# Goldwörth
Goldwörth ist eine Gemeinde  in Oberösterreich im Bezirk Urfahr-Umgebung im oberen Mühlviertel mit 761 Einwohnern (Stand 1. Jänner 2024).

## Geografie
Goldwörth liegt auf einer Höhe von 262 m ü. A. im oberen Mühlviertel  bzw. in der Naturschutzfachlichen Raumeinheit Eferdinger Becken. Die Ausdehnung beträgt von Nord nach Süd 3,5 und von West nach Ost 5,6 Kilometer. Die Gesamtfläche umfasst 10,83 km, wobei 56,3 Prozent landwirtschaftlich genutzt werden. 25 Prozent der Gemeindefläche entfallen auf Wald, bebautes und nicht bebautes Bauland umfassen rund 4 Prozent des Gemeindegebiets. Ortsteile sind Goldwörth und Hagenau.
Flächenverteilung

### Geologie und Böden
Der Untergrund des Gemeindegebietes von Goldwörth ist von den Charakteristika des nördlichen Eferdinger Beckens geprägt. Deren Ebenen werden aus 15 bis 20 Meter mächtigen, würmeiszeitlichen Kies-Sand-Körpern (Grundwasserleitern) aufgebaut, die über den Sand verzahnten, tertiären Schlier (Grundwasserstauer) geschichtet sind.

### Landschaft und Vegetation
Landschaftlich kann das Gemeindegebiet grob in vier Naturräume eingeteilt werden. Im Süden erstrecken sich entlang der Donau Auwälder, die von Hybridpappeln sowie der Bastard-Schwarz-Pappel und der Gemeinen Esche dominiert werden. Hinzu kommen einzelne landwirtschaftliche Flächen mit Ackerbau und extensiv bewirtschafteten Wiesen. Neben der Donau im Süden befindet sich im Teilgebiet auch ein künstliches Hochwasserentlastungsgerinne, das in den Pesenbach mündet sowie eine Regattastrecke. Nördlich des Auwaldes schließt sich eine Agrarlandschaft der Austufe an, die von Ackerwirtschaft geprägt und nur wenig bewaldet ist. Zudem finden sich Wiesenflächen mit Obstbäumen bzw. Streuobstwiesen. Innerhalb der Agrarlandschaft liegen die Siedlungsgebiete von Goldwörth und Hagenau, wobei es sich bei den beiden Orten um ländliche Ortschaften mit gemischter Bebauungsstruktur handelt. In den Siedlungsgebieten finden sich auch umfassende Obstbaumwiesen, die jedoch oftmals als Bauland gewidmet sind. Beim vierten Teilgebiet handelt es sich um die Flusslandschaft mit Ufergehölz der Pesenbach bzw. des Entlastungsgerinnes mit naturnahen Auwäldern. Es finden sich hier überwiegend die Gemeine Esche, Schwarz-Erle, Weiden, Stieleiche und Berg-Ahorn.

### Gemeindegliederung
Das Gemeindegebiet umfasst folgende Ortschaften (in Klammern Einwohnerzahl Stand 1. Jänner 2024):
- Goldwörth (731)
- Hagenau (30)

Die Gemeinde liegt im Gerichtsbezirk Urfahr.
| Ortsteil  | 2001 | 2011 |
| --------- | ---- | ---- |
| Goldwörth | 765  | 818  |
| Hagenau   | 105  | 112  |

Das Gemeindegebiet von Goldwörth ist deckungsgleich mit der Katastralgemeinde Goldwörth. Im Jahr 2011 lebten rund 88 Prozent der Einwohner der Gemeinde im Dorf Goldwörth, das 2001 231 Gebäude, 24 Arbeitsstätten und 58 land- und forstwirtschaftliche Betriebe umfasste. Zu Goldwörth wurden dabei auch die Pfeiffersiedlung und der Weiler Rutzingerdorf gezählt. Die Streusiedlung Hagenau umfasste 34 Gebäude, drei Arbeitsstätten sowie 10 land- und forstwirtschaftliche Betriebe. Die Rotte Waldinger-Ebene gehört dabei zu Hagenau.

### Nachbargemeinden
| Feldkirchen an der Donau |                                             | Walding    |
|                          | Kompassrose, die auf Nachbargemeinden zeigt | Ottensheim |
|                          | Alkoven                                     |            |

## Geschichte
Ursprünglich im Ostteil des Herzogtums Bayern liegend, wurde Goldwörth urkundlich erstmals 1075 als Goldarewerde erwähnt. Der Name geht auf mittelhochdeutsch golder (Goldwäscher) und wert (Flussinsel) zurück. Eine nahe gelegene Donauinsel trug den Namen (1220: insula Golderwerde). Der Flurname ging auf die Siedlung über. Vielleicht war auch der Ort selbst damals auf einer Insel, weil die Donau noch nicht reguliert war.
Der Ort gehört seit dem 12. Jahrhundert zum Herzogtum Österreich und wurde ab 1490 dem Fürstentum Österreich ob der Enns zugerechnet. Im 13. und 14. Jahrhundert gehörte der Ort zu Alkoven, die Verwaltung von Goldwörth erfolgt ursprünglich von Ebelsberg aus, ab 1731 durch Eschelberg. Während der Napoleonischen Kriege war der Ort mehrfach besetzt, ist seither wieder bei Oberösterreich. Ab 1875 bildete Goldwörth gemeinsam mit Walding eine Gemeinde, 1880 wurde Goldwörth als Gemeinde selbständig. Nach dem Anschluss Österreichs an das Deutsche Reich am 13. März 1938 wurde Oberösterreich zum Gau Oberdonau. 1945 erfolgte die Wiederherstellung Oberösterreichs, von 1945 bis 1955 war Goldwörth Teil der sowjetischen Besatzungszone.

## Bevölkerung

### Bevölkerungsstruktur
2017 lebten in der Gemeinde Goldwörth 850 Menschen, womit Goldwörth die zweitkleinste der 27 Gemeinden des Bezirks war. Bezogen auf die Bevölkerungsdichte wies Goldwörth mit 79 Einwohnern pro km² die achtgeringste Besiedelungsdichte im Bezirksgebiet auf. 2016 waren 97,9 Prozent der Bevölkerung österreichische Staatsbürger (Oberösterreich 88,2 Prozent), Bezirk Urfahr-Umgebung 95,1 Prozent Insgesamt wurden 2016 in der Gemeinde nur 18 Ausländer gezählt. Zur römisch-katholischen Kirche bekannten sich 2001 92,1 Prozent der Einwohner (Oberösterreich: 79,4 Prozent), 5,5 Prozent waren ohne Bekenntnis und 0,3 Prozent evangelisch.
Der Altersdurchschnitt der Gemeindebevölkerung lag 2016 unter dem Landesdurchschnitt. 23,3 Prozent der Einwohner von Goldwörth waren jünger als 20 Jahre (Oberösterreich: 17,2 Prozent), 63,0 Prozent zwischen 20 und 64 Jahre alt (Oberösterreich: 66,6 Prozent). Der Anteil der Einwohner über 64 Jahre lag mit 13,8 Prozent unter dem Landesdurchschnitt von 16,2 Prozent. Nach dem Familienstand waren 2015 31,1 Prozent der Einwohner von Goldwörth im Alter von über 14 Jahren ledig, 58,6 Prozent waren verheiratet, 4,8 Prozent verwitwet und 5,5 Prozent geschieden.

### Bevölkerungsentwicklung
Das Gemeindegebiet von Goldwörth erlebte bis Anfang der 1960er Jahre verglichen mit dem Bundesland Oberösterreich ein stark unterdurchschnittliches Bevölkerungswachstum, wobei die Einwohnerzahl in dieser Periode von 481 auf 499 nur um 4 Prozent stieg. Hierbei verlief das Einwohnerwachstum aber ungefähr analog zum Bezirksgebiet. Zwischen 1961 und 2011 stieg die Einwohnerzahl von 499 auf 930 Menschen an, womit sich die Bevölkerungszahl in dieser Zeit um 86 Prozent erhöhte. Danach ging die Einwohnerzahl zwischen 2011 und 2017 um 9 Prozent zurück, was vor allem in der Absiedlung großer Teile von Hagenau nach dem Hochwasser 2013 begründet ist.

## Kultur und Sehenswürdigkeiten

### Sehenswürdigkeiten

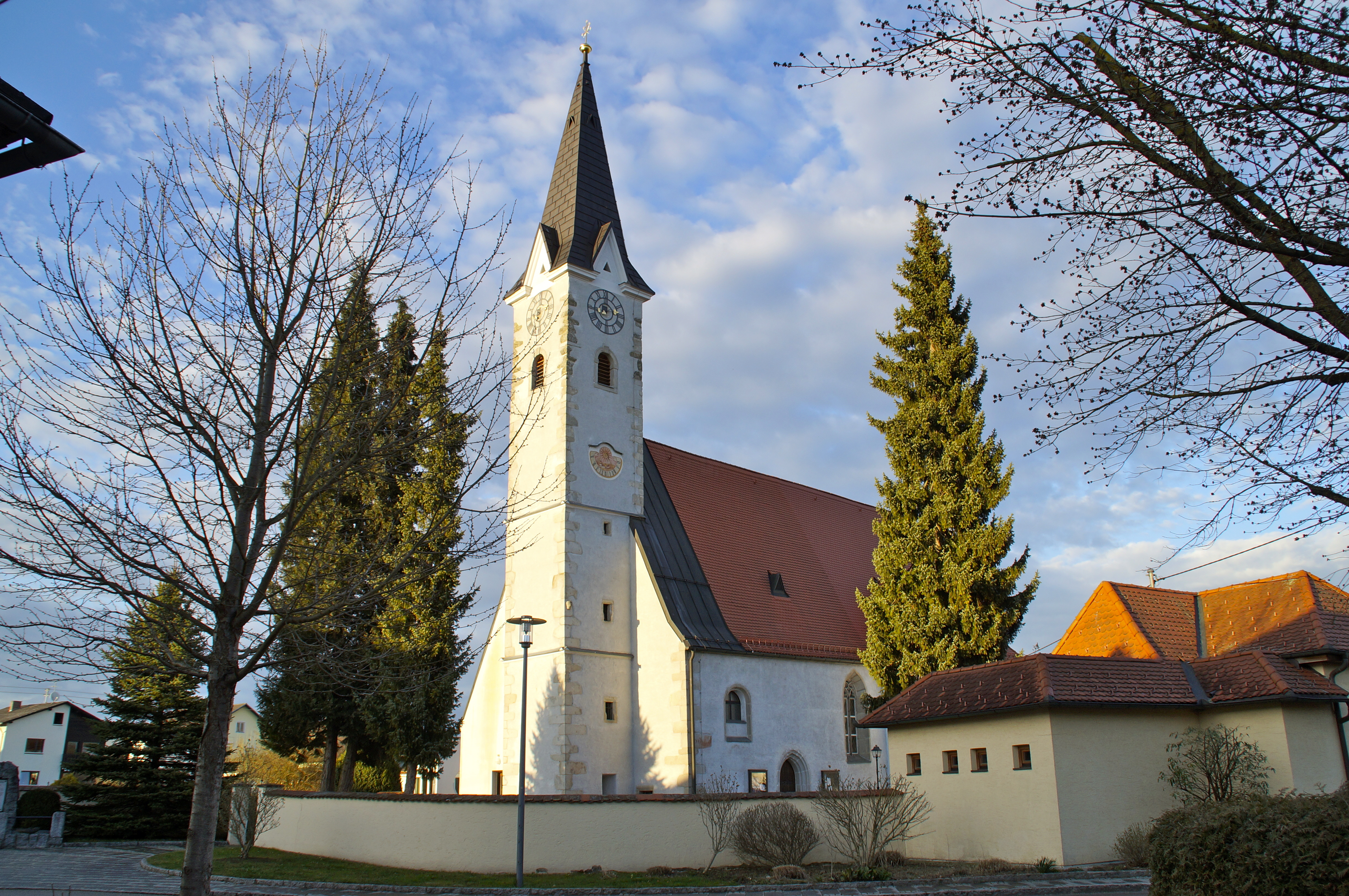
Pfarrkirche Goldwörth

Goldwörth entstand als Kirchenweiler, der seit der ersten Hälfte des 20. Jahrhunderts zu einem Gassengruppendorf erweitert wurde. Die Pfarrkirche bildet zusammen mit dem Pfarrhof und der Friedhofsmauer im Südwesten eine kleine Denkmalanlage, wobei Pfarrkirche und Pfarrhof unter Denkmalschutz stehen. Die Pfarrkirche stammt aus dem ersten Drittel des 16. Jahrhunderts und entstand möglicherweise unter Verwendung älterer Außenmauern. Im Stil des späten Gotik errichtet wurde das Innere im neugotischen Stil eingerichtet. Der Pfarrhof wurde in den Jahren 1783 und 1874 als spät-barocker Streckhof erbaut. Im Ort Goldwörth finden sich Bauernhöfe unterschiedlicher Hofformen, insbesondere mächtige Vierkanter sowie Drei- und Vierseithöfe. Die wenigen erhaltenen historischen Bauten stammen aus dem Barock bzw. aus dem 19. Jahrhundert.
Auch die meisten Kapellen im Ortsgebiet stammen aus dem 19. Jahrhundert:
- Die Haslinger Kapelle in der Käferbachstraße wurde 1870 errichtet.
- Die neugotische Schöppl-Kapelle in der Schulstraße um 1850.
- In der Schulstraße findet sich mit der Laher-Kapelle eine weitere Kapelle aus der Zeit um 1870.
- Die Hubertuskapelle am Hühnersteiggraben mit einem Hirschgeweih aus der Kaiservilla Bad Ischl wurde hingegen 1961 errichtet.

## Wirtschaft und Infrastruktur

### Arbeitsstätten und Beschäftigte
Goldwörth beherbergte 2016 insgesamt 66 Arbeitsstätten mit 174 Beschäftigten, davon waren 113 unselbstständig Beschäftigte. Die größte Anzahl an Arbeitsstätten gab es mit 23 in der Land- und Forstwirtschaft, wobei in diesem Bereich 35 Beschäftigte (20 Prozent aller Beschäftigten) gezählt wurden. Zweitstärkste Branche war der Handel mit 17 Arbeitsstätten und 55 Beschäftigten (32 Prozent aller Beschäftigten). Weitere wichtige Brachen waren freiberufliche und technische Dienstleistungen (7 Arbeitsstätten mit 10 Beschäftigten), die öffentliche Verwaltung (eine Arbeitsstätte mit 14 Beschäftigten) und das Bauwesen (drei Arbeitsstätten mit 23 Beschäftigten). 40 Prozent der in Goldwörth Beschäftigten waren Angestellte oder Beamte, 25 Prozent Arbeiter und 32 Prozent Selbständige.

### Land- und Forstwirtschaft
Die Statistik wies für die Gemeinde Goldwörth 2010 26 land- und forstwirtschaftliche Betriebe aus. Darunter befanden sich 9 Haupterwerbsbetriebe und 17 Nebenerwerbsbetriebe. Die Gesamtbetriebszahl war gegenüber 1999 um 21 Betriebe bzw. 47 Prozent gesunken, wobei der Rückgang nur Nebenerwerbsbetriebebetraf. Gemeinsam bewirtschafteten die Betriebe 2010 insgesamt 460 Hektar Fläche, wobei 43 Prozent der Fläche von Vollerwerbsbauern und 57 Prozent von Nebenerwerbslandwirten bewirtschaftet wurden. Die Durchschnittsfläche der Vollerwerbsbauern lag dabei mit 21,8 Hektar stark unter dem oberösterreichischen Durchschnitt von 33,8 Hektar.

### Freizeit und Sport
Freibad, Tennisplatz, Tischtennishalle, Asphaltbahn, Eisstockbahn, Angelteiche, Mini-Dampfbahn, gut markierte Wanderwege, Radwege, Mountainbike-Strecken, American Football (Goldwörth Raccoons)
- im Winter: Eislaufen und Schlittenfahren auf dem Monte Goldi, Eisstockbahn

## Politik

### Gemeinderat
Der Gemeinderat hat 13 Mitglieder.
- Mit den Gemeinderats- und Bürgermeisterwahlen in Oberösterreich 1997 hatte der Gemeinderat folgende Verteilung: 8 ÖVP und 5 SPÖ.
- Mit den Gemeinderats- und Bürgermeisterwahlen in Oberösterreich 2003 hatte der Gemeinderat folgende Verteilung: 8 ÖVP und 5 SPÖ.
- Mit den Gemeinderats- und Bürgermeisterwahlen in Oberösterreich 2009 hatte der Gemeinderat folgende Verteilung: 9 ÖVP und 4 SPÖ.
- Mit den Gemeinderats- und Bürgermeisterwahlen in Oberösterreich 2015 hatte der Gemeinderat folgende Verteilung: 9 ÖVP und 4 SPÖ.
- Mit den Gemeinderats- und Bürgermeisterwahlen in Oberösterreich 2021 hat der Gemeinderat folgende Verteilung: 8 ÖVP, 3 SPÖ und 2 FPÖ.[14]

Die ÖVP ist in Goldwörth bei Gemeinderatswahlen traditionell die stärkste Partei. In den Wahlen seit 1973 erreichte sie immer die absolute Stimmen- und Mandatsmehrheit, wobei sie 1991 sowie seit 2009 auch eine Zweidrittelmehrheit erreichte. Zweitstärkste Partei ist die SPÖ, die jeweils den zweiten Platz bei Gemeinderatswahlen belegte.
| Partei | 2021    | 2021    | 2015 | 2015 | 2009 | 2009 | 2003 | 2003 | 1997 | 1997 | 1991 | 1991 | 1985 | 1985 | 1979 | 1979 | 1973 | 1973 |
|        | Prozent | Mandate | %    | M.   | %    | M.   | %    | M.   | %    | M.   | %    | M.   | %    | M.   | %    | M.   | %    | M.   |
| ------ | ------- | ------- | ---- | ---- | ---- | ---- | ---- | ---- | ---- | ---- | ---- | ---- | ---- | ---- | ---- | ---- | ---- | ---- |
| ÖVP    | 59,66   | 8       | 67,5 | 9    | 70,0 | 9    | 62,2 | 8    | 64,0 | 8    | 67,3 | 9    | 63,7 | 8    | 64,1 | 8    | 63,5 | 8    |
| SPÖ    | 22,92   | 3       | 32,5 | 4    | 30,0 | 4    | 37,8 | 5    | 36,0 | 5    | 32,7 | 4    | 36,3 | 5    | 25,9 | 5    | 36,5 | 5    |
| FPÖ    | 17,42   | 2       |      |      |      |      |      |      |      |      |      |      |      |      |      |      |      |      |

### Bürgermeister
| Amtszeit  | Name                 | Amtszeit  | Name                    |
| --------- | -------------------- | --------- | ----------------------- |
| 1850–1855 | Michael Leithner     | 1946–1955 | Leopold Eisner          |
| 1855–1864 | Mathias Würmer       | 1955–1967 | Rupert Würmer           |
| 1864–1867 | Johann Lugmair       | 1967–1979 | Hermann Fellner         |
| 1867–1870 | Mathias Hellmeier    | 1979–1990 | Rudolf Gumplmayr        |
| 1870–1873 | Michael Bergmair     | 1990–2003 | Helmut Außerwöger (ÖVP) |
| 1873–1881 | Johann Lugmair       | 2003–2024 | Johann Müllner (ÖVP)    |
| 1881–1919 | Simon Leitner        | 2024–     | Thomas Přihoda (FPÖ)    |
| 1919–1924 | Ferdinand Rechberger |           |                         |
| 1924–1929 | Johann Steineder     |           |                         |
| 1929–1932 | Mathias Hellmayr     |           |                         |
| 1932–1933 | Johann Kirchmayr     |           |                         |
| 1933–1942 | Johann Huemer        |           |                         |
| 1942–1945 | Johann Kirchmayr     |           |                         |
| 1945–1946 | Leopold Weinzierl    |           |                         |

## Persönlichkeiten

### Söhne und Töchter der Gemeinde
- Josef Karl Mayr (1900–1979), in Goldwörth geborener Beamter und Agrarfachmann, Kammeramtsdirektor der oberösterreichischen Landwirtschaftskammer

### Mit der Gemeinde verbundene Persönlichkeiten
- Riccardo Zoidl (* 1988), Radrennfahrer[21]